# 대한민국-말레이시아 관계
대한민국과 말레이시아는 1960년에 수교하였다. 1960년 2월 23일, 양국(한국 대표 : 김동조 친선사절단장)은 외교관계 수립을 발표하였다., 1962년 5월 콸라룸푸르에 주말레이시아 대한민국 대사관이, 1964년 4월에는 서울에 주한 말레이시아 대사관이 개설되었다. 대한민국의 대(對)말레이시아 수출은 62억7513만USD, 말레이시아의 대(對)대한민국 수출은 104억6781만USD(각 2011년)에 달하여, 말레이시아는 대한민국에 있어서 제21위의 수출국이자 제14위의 수입국이다. 모두 12,690 명(재외국민 12,685 명, 시민권자 5 명)의 한민족들이 말레이시아에 거주(2015년 9월 기준)하고 있다. 말레이시아의 전 총리 마하티르 빈 모하맛는 "국가 경제의 발전을 위하여 일본과 대한민국으로부터 배우자"는 소위, 향동학습정책(向東學習政策,Look East Policy)을 펼쳤다. 이 정책의 일환으로 말레이시아 정부는 장학생을 대한민국에 있는 대학으로 보내고 있다. 말레이시아는 조선민주주의인민공화국과도 수교하였으나, 김정남 암살 사건이 말레이시아에서 발생 이후 단교하였다.

## 정무
| 대수 | 이 름          | 임기                     | 비고 |
| ---- | -------------- | ------------------------ | --- |
| 1    | 최홍희(崔泓熙) | 1962년 4월 ~ 1964년 11월 | |
| 2    | 최규하(崔圭夏) | 1964년 11월 ~ 1967년 6월 | 대사 재직 중, 외무부 장관에 발탁됨. |
| 3    | 갈홍기(葛弘基) | 1967년 9월 ~ 1971년 8월  | 1967년 9월 16일, 대한민국 정부는 갈홍기를 주말레이시아 대사로 임명하였다.                                                                      |
| 4    | 김성용(金星鏞) | 1971년 8월 ~ 1975년 2월  | |
| 5    | 전상진(全祥振) | 1975. 2 ~ 1979. 4        | |
| 6    | 최호중(崔浩中) | 1979. 4 ~ 1983. 1        | |
| 7    | 심기철(沈基哲) | 1983. 2 ~ 1986.11        | |
| 8    | 손장래(孫章來) | 1986.11 ~ 1990. 2        | |
| 9    | 홍순영(洪淳瑛) | 1990. 2 ~ 1992. 2        | |
| 10   | 이상구(李常九) | 1992. 3 ~ 1995. 2        | |
| 11   | 정경일(鄭慶逸) | 1995. 2 ~ 1997. 9        | |
| 12   | 이병호(李炳浩) | 1997. 9 ~ 2000. 7        | |
| 13   | 이보민(李瑩敏) | 2000. 7 ~ 2003. 6        | |
| 14   | 이영준(李英俊) | 2003. 6 ~ 2005. 8        | |
| 15   | 손상하(孫相賀) | 2005. 8 ~ 2007. 8        | |
| 16   | 양봉렬(梁峰烈) | 2007. 8 ~ 2010. 8        | |
| 17   | 이영준         | 2010. 9 ~ 2013. 7        | |
| 18   | 조병제         | 2013. 7 ~ 2016. 5        | |
| 19   | 유현석         | 2016. 5 ~ 2018. 2        | |
| 20   | 도경환         | 2018. 2 ~ 2019. 5        | 김영란법 위반이 성립됨에 따라 2019년 5월 귀임 조치를 받고 반년 가까이 말레이시아 주재 대사가 몽골 대사와 마찬가지로 공석 상태에 이르게 되었다. |
| 21   | 이치범         | 2019. 11 ~ 현재          | |

박정희 대통령은 1966년 2월 7일, 말레이시아를 방문하여 이스마일 나시루딘(Ismail Nasiruddin of Terengganu) 국왕 및 툰쿠 압둘 라만 총리 등과 환담하였다. 1975년 3월 초, 김동조 외무부 장관이 말레이시아를 방문하여 압둘 라자크 후세인 총리와 아마드 리라우덴 외무장관을 만났다. 1976년 3월에는 박동진 외무부 장관이 리타우딘 말레이시아 외무부 장관과 양국간의 경제무역관계를 더욱 강화하기로 합의했다.

## 경제
| 서울/인천 \|\| align=center\|ICN \|\| align=center\|RKSI \|\| 인천 | ○대한항공(2개) : 쿠알라룸푸르, 코타키나발루 ○아시아나항공(1개): 코타키나발루 ○이스타항공(1개): 코타키나발루 |

## 같이 보기
- 주말레이시아 대한민국 대사관
- 주한 말레이시아 대사관
- 말레이시아-조선민주주의인민공화국 관계
- 말레이지아교